# Tomasz Turczynowicz

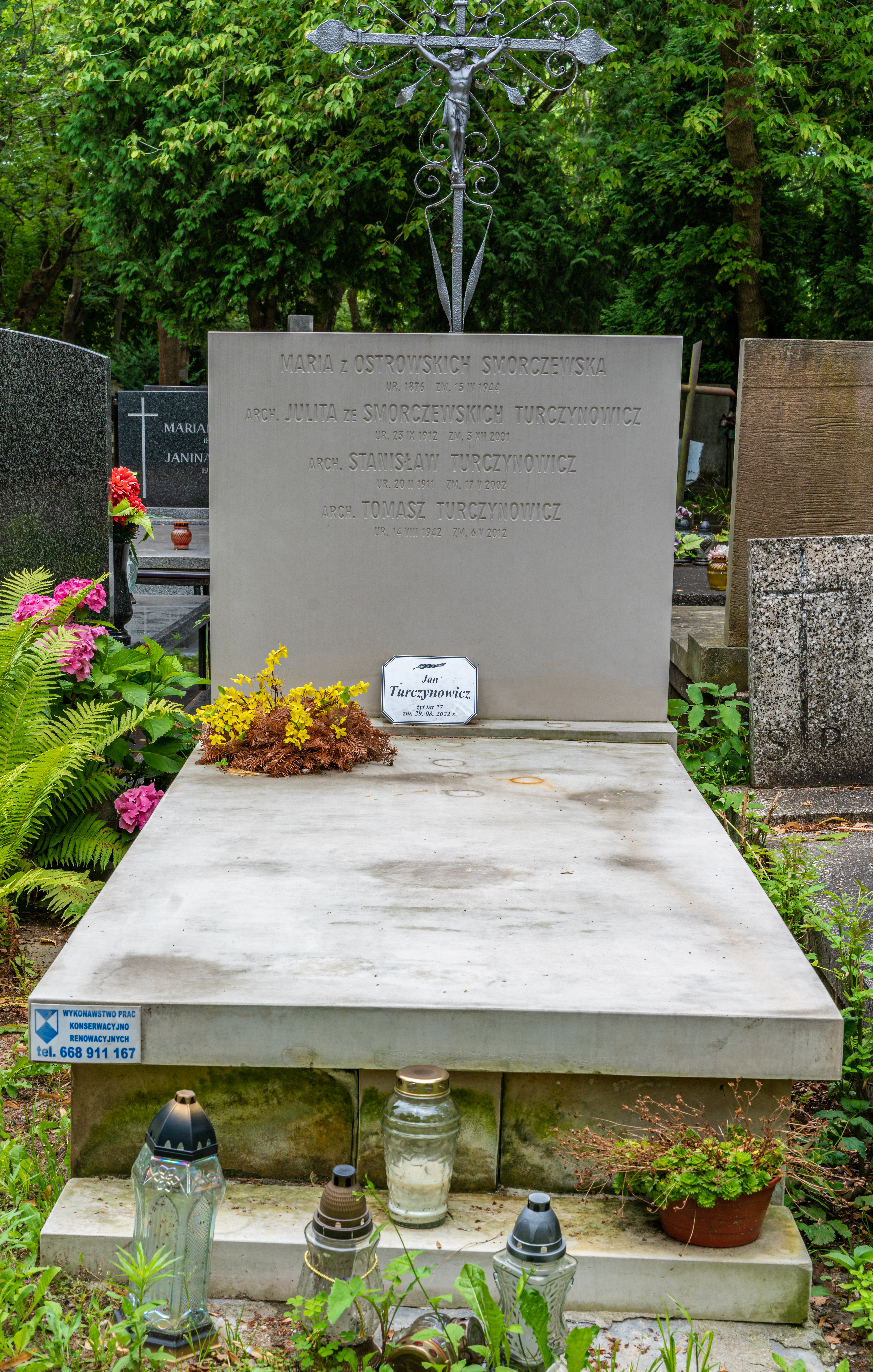
Grób Tomasza Turczynowicza na cmentarzu Powązkowskim

Tomasz Jerzy Turczynowicz (ur. 14 sierpnia 1942 w Warszawie, zm. 6 maja 2012 tamże) – polski architekt, artysta plastyk.

## Życiorys
W 1961 rozpoczął studia na Politechnice Warszawskiej, na Wydziale Architektury, który ukończył w 1970. Promotorem pracy magisterskiej była Małgorzata Handzelewicz.
Pierwszą pracą zawodową było biuro projektów Prochem, a następnie praca nad projektem Skansenu Wsi Łemkowskiej w Łopience (niezrealizowany). Od 1974 r. rozpoczął pracę nauczyciela akademickiego na Wydziale Architektury PW w pracowni Małgorzaty Handzelewicz-Wacławek, pracował tam cztery lata. Stylem dominującym w twórczości Tomasza Turczynowicza był postmodernizm. W 1986 otrzymał nagrodę Polskiej Architektury Współczesnej Oddziału Warszawskiego SARP.
Od 1985 rozpoczął pracę w spółdzielni projektowej ESPEA. Po 2002 rozpoczął współpracę z Katedrą Sztuki Krajobrazu SGGW, gdzie wykładał zasady projektowania rozwoju miast oraz projektowanie architektoniczne. Był wykładowcą na Podyplomowym Studium Projektowania Ogrodu z Domem Rodzinnym. Dodatkowym zajęciem Tomasza Turczynowicza był rysunek architektoniczny, jego dzieła były wielokrotnie wystawiane i wiele z nich znajduje się kolekcji Muzeum Architektury we Wrocławiu.
Został pochowany na cmentarzu Powązkowskim (kwatera 129-4-2).

## Realizacje architektoniczne
- 1977 – kościół pw. Miłosierdzia Bożego w Warszawie przy ulicy Żytniej (współautor: Jeremi T. Królikowski z zespołem)
- 1982–1983 – kościół pw. Matki Bożej Jerozolimskiej przy ulicy Łazienkowskiej w Warszawie (współautorzy: Anna Bielecka i Piotr Walkowiak),
- 1983 – poczta w Izabelinie,
- 1983 – szkoła w Słubicach,
- 1984 – punkt katechetyczny w Radomiu,
- 1984 – dom przy ulicy Bednarskiej w Warszawie,
- 1985–1986 – projekt kapliczek Drogi Krzyżowej w Serpelicach nad Bugiem, do płaskorzeźb Gustawa Zemły (współautor: Jeremi T. Królikowski),
- 1988 – rozbudowa kościoła w Kościelcu koło Koła (współautor: Jeremi T. Królikowski),
- 1990 – zespół budynków przy ulicy Ptasia w Warszawie (współautorzy: Anna Bielecka, Henryk Dąbrowski, Piotr Walkowiak),
- 1992 – biblioteka w zakładzie dla ociemniałych w Laskach pod Warszawa (współautorzy: Anna Bielecka i Piotr Walkowiak, zrealizowana). I nagroda w konkursie architektonicznym.